# Tom Hern
Tom (Thomas) Hern, även känd som Herndog, född 10 december 1984 i Christchurch, Nya Zeeland, är en nyzeeländsk skådespelare och filmproducent. Han har två äldre bröder och en äldre syster.
Han har gröna ögon och brunt hår.
Han är en hyfsad sångare/rappare, låtskrivare, dansare och musiker.
Bland Herns hobbyer är spela gitarr, hastighetsrapping och att slåss.
Han har bland annat varit med i The Tribe (säsong 4-5), där han spelar Ram samt även Power Rangers DinoThunder, där han har rösten till Devin Del Valle och Revelations – The Initial Journey, där han spelar Jess.